# Formica exsecta
Espèce
Synonymes
- Formica kontuniemii Betrem, 1954[1]
- Formica nemoralis Dlussky, 1964[1]
- Formica dalcqi Bondroit, 1918[1]

Formica exsecta est une espèce de fourmis du genre Formica et du sous-genre Coptoformica présente dans les climats montagnard et continental de l'écozone paléarctique de la France au Japon. Cette fourmi rousse de prairies est capable de créer des supercolonies.

## Description

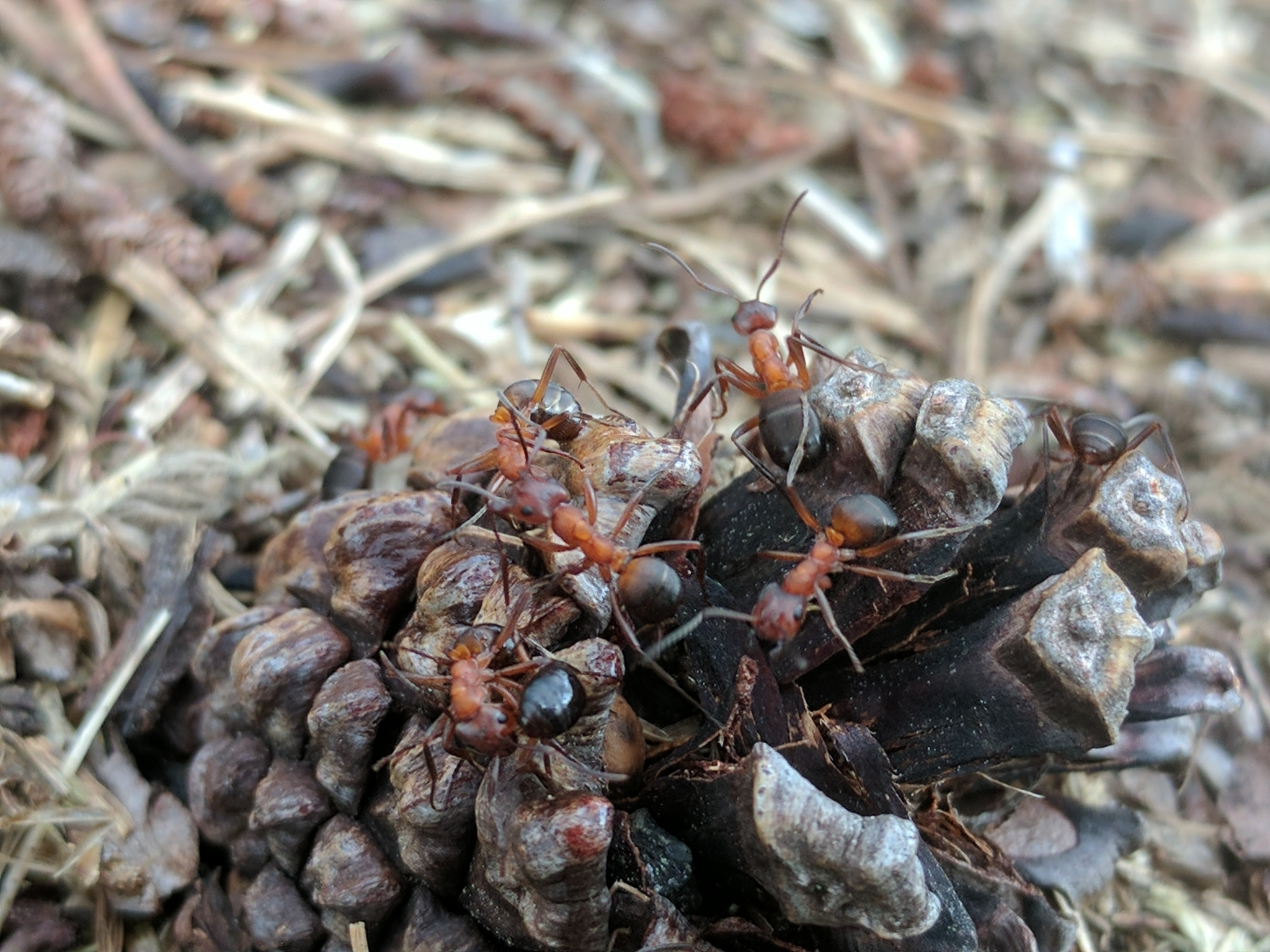
Ouvrières Formica exsecta.

Les espèces de Coptoformica sont des fourmis rousses dont la tête des ouvrières se caractérise par son bord occipital concave. Les ouvrières mesurent de 4 à 7,5 mm de long et portent un mesosoma roux parfois tâché de brun. Le gastre est brun foncé, presque noir. Leur détermination à l'espèce, plutôt délicate, se base essentiellement sur l'emplacement de certains poils. 

## Biologie

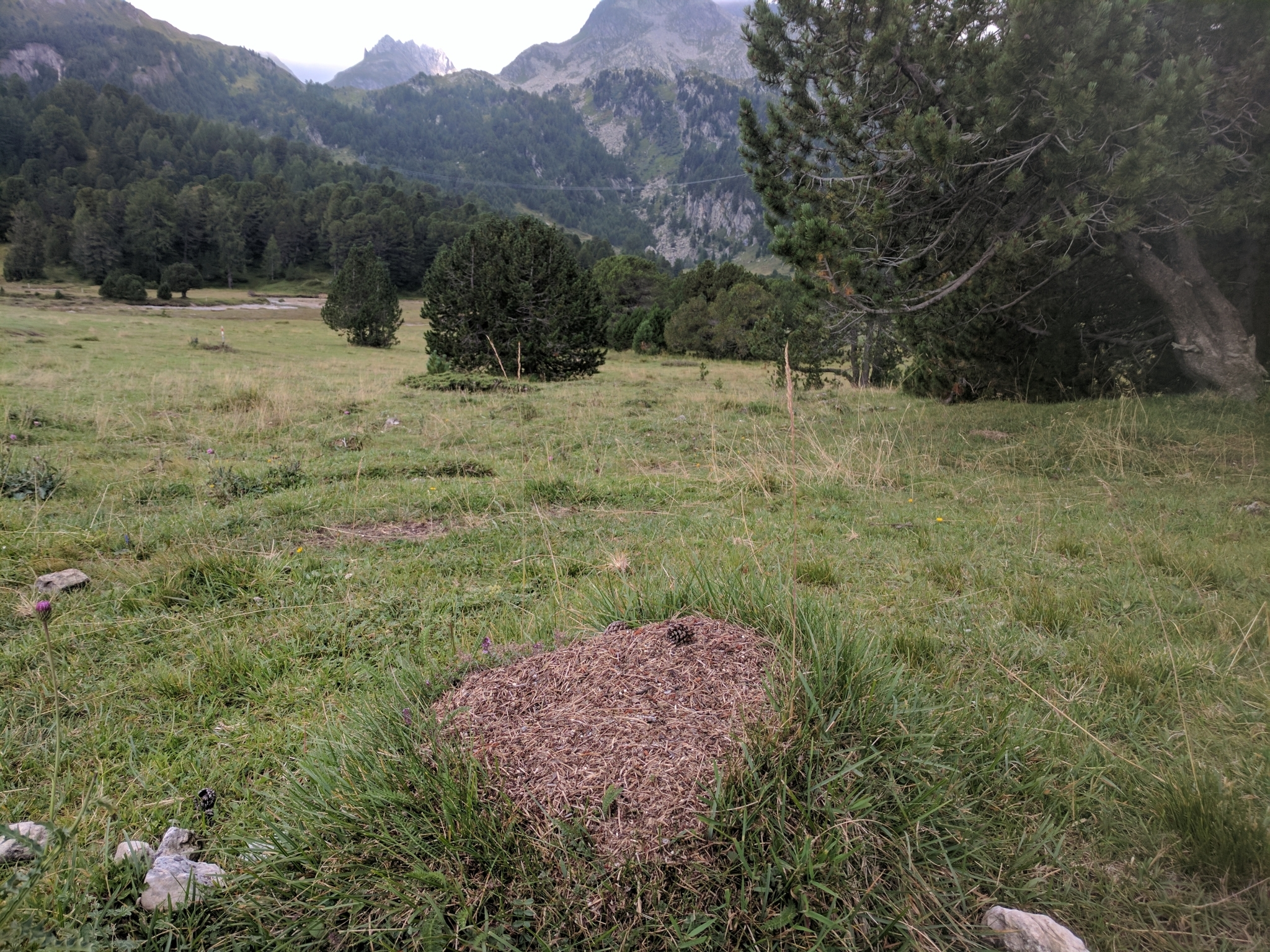
Fourmilière de Formica exsecta (Alpes suisses).

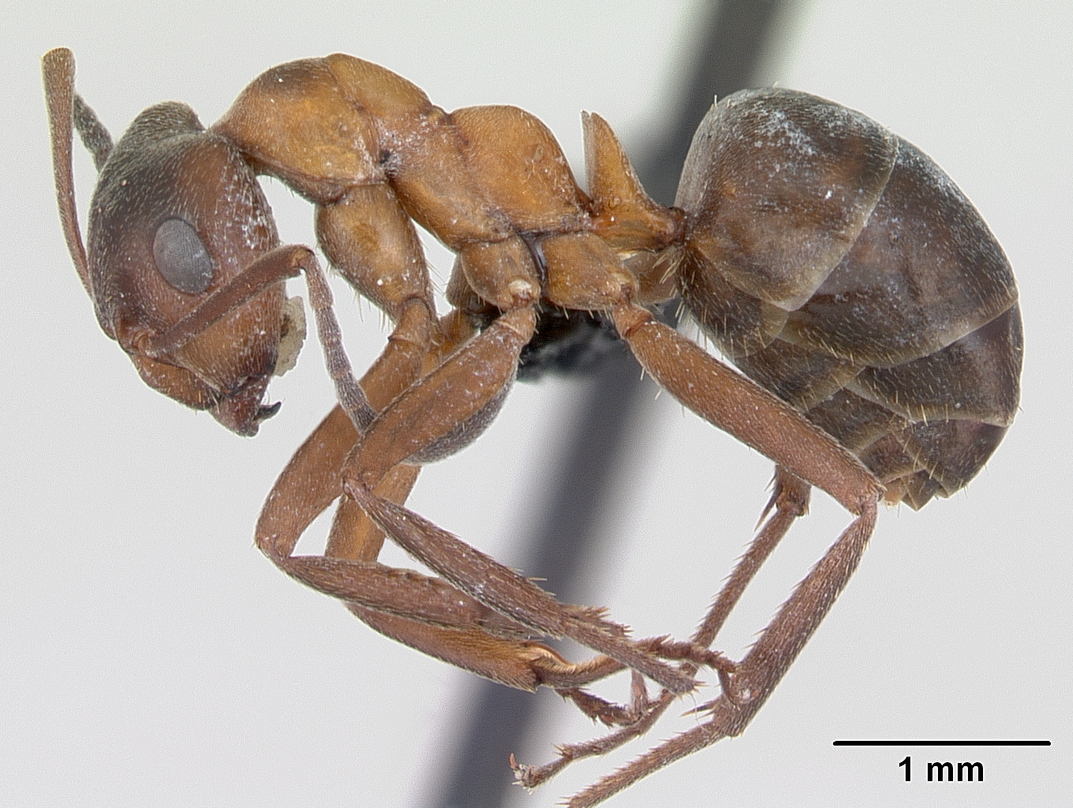
Ouvrière Formica exsecta.

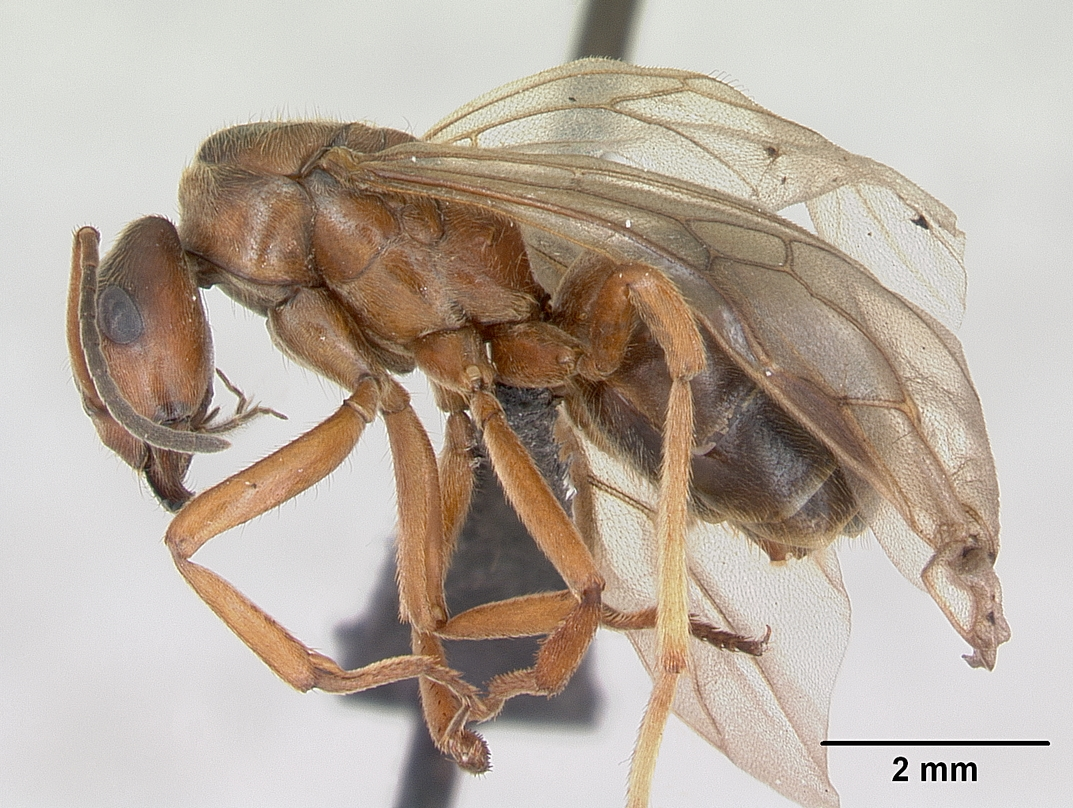
Gyne vierge Formica exsecta.

Il s'agit d'une espèce de prairie ou de lisière forestière dont les nids en forme de petits dômes nécessitent un bon ensoleillement,. 
La gyne tout juste fécondée pratique le parasitisme social temporaire pour la fondation de son nid notamment auprès des espèces Formica lemani et F. fusca, toutes deux du sous-genre Serviformica. Formica exsecta présente une forte capacité de développement pouvant passer du stade une reine (monogynie), à plusieurs reines mais un seul dôme (polygynie monocalique) puis à une société de plusieurs dômes (polygynie polycalique) où l’expansion s'effectue par bourgeonnements successifs, c'est-à-dire par colonisation de la part d'une partie d'anciennes ouvrières et d'une reine de lieux à proximité comme des taupinières bien ensoleillées. L'ensemble se stabilise dans un système complexe dit fédération de plusieurs territoires reliés entre eux et tolérants les uns envers les autres, ce qui crée une supercolonie au fonctionnement particulier. Plusieurs fédérations de cette espèce sont répertoriées notamment dans les Alpes et dans le Jura suisses ainsi qu'en Transylvanie (Roumanie) où une supercolonie de 3 347 nids est dispersée sur 22 ha.

## Sous-espèces
Liste des sous-espèces selon GBIF (23 janvier 2022) :
- Formica exsecta exsecta
- Formica exsecta manchu Wheeler, 1929
- Formica exsecta rubens Forel, 1874